# 張曼玉

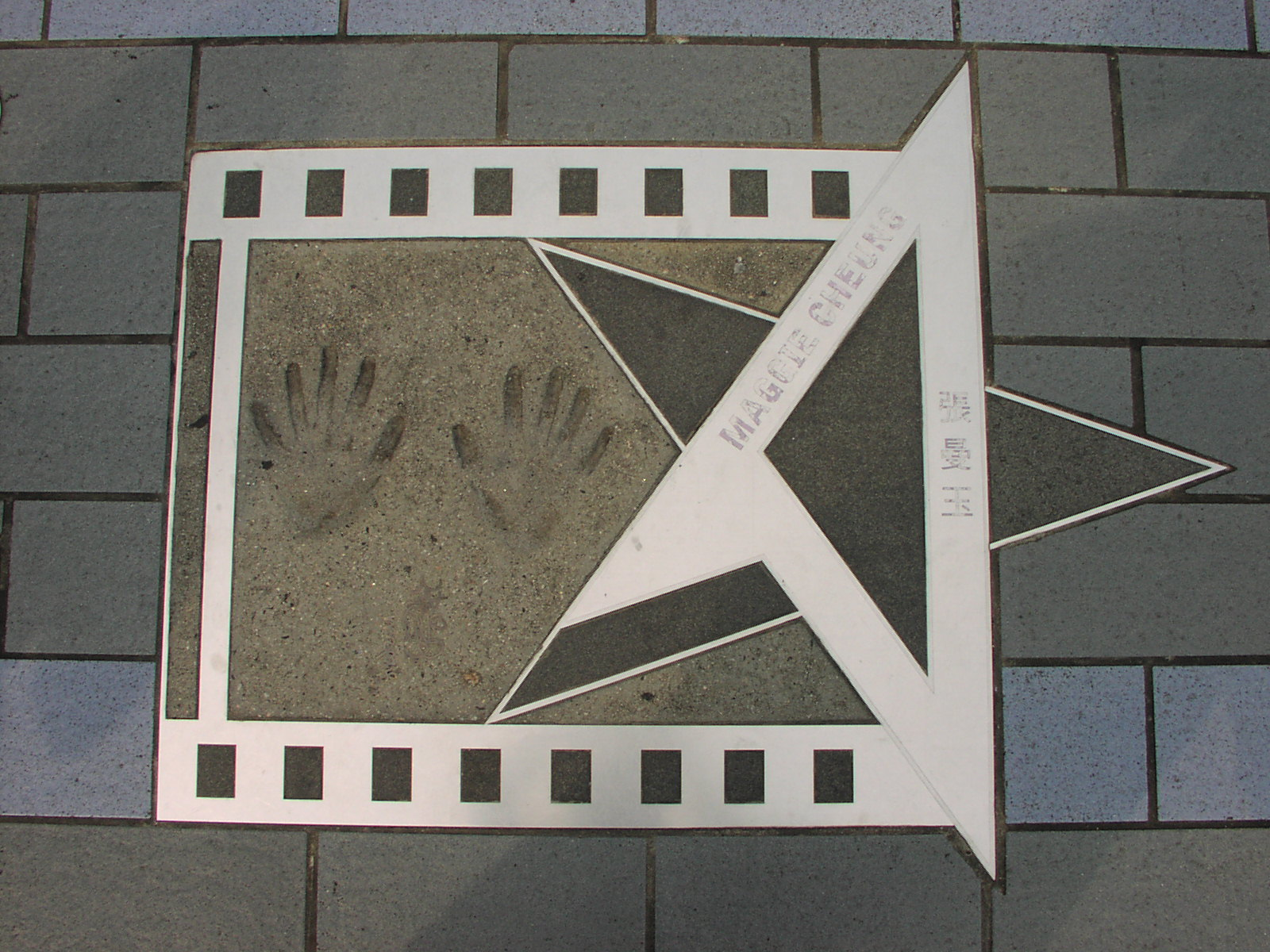
張曼玉の手形と署名入りプレート。（香港・星光大道）

張 曼玉（マギー・チャン、Maggie Cheung, 1964年9月20日 - ）は、香港出身の女優。代表作に『ポリス・ストーリー』シリーズ（3まで）、『ロアン・リンユィ 阮玲玉』『ラヴソング』『花様年華』『クリーン』など。

## 来歴・人物
香港で生まれ、8歳の時にイギリスのケントに移住し、幼少期および青年期をイギリスで過ごし、ケントの中学校に通っていた。当時の夢はヘアスタイリストになることで、16歳の時にはロンドンの書店で店員として働いていた。 
1982年、17歳で香港の親戚を訪ねた時にスカウトされてパートタイムの広告モデルとして働き始め、18歳の時にミス香港で2位になったことがきっかけで芸能界入りし多数のテレビや映画に出演した。1985年から始まった『ポリス・ストーリー』シリーズを始め、ジャッキー・チェンの作品にも出演。『ポリス・ストーリー2 九龍の眼』（1988年）の撮影では、金属の枠が将棋倒しになるシーンで枠が頭に当たって入院するほどの怪我をし、脱出用シュートから脱出するシーンでも頭に負傷したという。
デビュー当初はアイドル的な役柄が多かったが、ウォン・カーウァイ監督の『いますぐ抱きしめたい』（1988年）、『欲望の翼』（1990年）に出演した頃から徐々に演技派へと転進した。香港電影金像奨では『仔猫のように抱きしめて』（1989年）、『ロアン・リンユィ 阮玲玉』（1991年）、『ラヴソング』（1996年）、『宋家の三姉妹』（1997年）、『花様年華』（2000年）で最優秀主演女優賞を5度、台湾金馬奨では『フルムーン・イン・ニューヨーク』（1989年）、『ロアン・リンユィ 阮玲玉』『ラヴソング』『花様年華』で最優秀主演女優賞を4度、『レッドダスト』（1990年）で最優秀助演女優賞を1度、それぞれ受賞している。『ロアン・リンユィ 阮玲玉』では、第42回ベルリン国際映画祭の女優賞も受賞した。1992年には日本・香港合作のテレビドラマ『ホンコン・ドリーム』（NHK）に出演、奥田瑛二らと共演している。
1990年代後半からはパリで過ごすことが多くなり、フランス語を流暢に操るようにもなった。1998年にはフランスの映画監督オリヴィエ・アサヤスと結婚。2人は3年後に離婚したが、2004年に製作されたアサヤス監督の『クリーン』では彼女が主演を務め、第57回カンヌ国際映画祭で女優賞を獲得した。2007年には、カンヌ国際映画祭審査員を務める。
香港のみならず中華圏を代表する女優として知られているが、『クリーン』を最後に女優業を休業しており、映画のフィルム編集や音楽について学んでいるという。2014年5月にはロックバンドのボーカルとして歌手デビューした。上海の音楽フェスティバルで披露した初パフォーマンスに、音程のずれなど厳しい指摘を受けたが、その後の北京の音楽フェスティバルのステージ上で「子どもの頃からの夢なので諦めない」と強く宣言し、観客から拍手で迎えられた。2015年のオムニバス映画『恋する都市 5つの物語』では作詞・作曲を含めて主題歌を担当している。

## 出演作品

### 映画
- 君が好きだから 縁份 (1984年)
- 恋するカエル王子 青蛙王子 (1984年)　※日本ではNetflix配信
- ポリス・ストーリー/香港国際警察 警察故事 (1985年)
- マギー・チャンのドッカン爆弾娘 聖誕奇遇結良縁 (1985年)
- 摩登仙履奇緣 (1985年)
- 恋はいつも嘘からはじまる 過埠新娘 (1986年)
- セブンス・カース 原振侠與衛斯理 (1986年)
- ストーリー・ローズ 恋を追いかけて 玫瑰的故事 (1986年)
- ハッピー・ゴースト サイキック歌姫転生の巻 開心鬼撞鬼 (1986年)
- 男たちのバッカ(挽歌)野郎 精装追女仔 (1987年)
- ハートビート100 心跳一百 (1987年)
- プロジェクトA2 史上最大の標的 A計劃續集 (1987年)
- いますぐ抱きしめたい 旺角卡門 (1988年)
- ポリス・ストーリー2/九龍の眼 警察故事續集 (1988年)
- コールガール 應召女郎1988 (1988年)
- 月、星そして太陽 月亮、星星、太陽 (1988年)
- 流金歳月 流金歲月 (1988年)
- タイム・ソルジャーズ 愛は時空(とき)を超えて 急凍奇侠 (1989年)
- 仔猫のように抱きしめて 不脱襪的人 (1989年)
- フルムーン・イン・ニューヨーク 人在紐約 (1989年)
- 危ない女たち 神勇双妹嘜 (1989年)　※日本ではNetflix配信
- 客途秋恨 客途秋恨 (1990年)
- レッドダスト 滾滾紅塵 (1990年)
- 欲望の翼 阿飛正傳 (1990年)
- 赤の広場の龍 紅場飛龍 (1990年)
- 堕ちていく女 黒雪 (1991年)
- 愛という名のもとに 雙城故事 (1991年)
- ロアン・リンユィ 阮玲玉 阮玲玉 (1991年)　※第42回ベルリン国際映画祭 女優賞受賞
- ハッピー・ブラザー 家有囍事 (1992年)
- ツイン・ドラゴン 雙龍會 (1992年)
- 英雄列伝 WHAT A HERO 嘩!英雄 (1992年)
- 戦神 ムーン・ウォリアーズ 戰神傳説 (1992年)
- ドラゴン・イン/新龍門客棧 新龍門客棧 (1992年)
- ポリス・ストーリー3 警察故事3 超級警察 (1992年)
- 大英雄 射鵰英雄傳之東成西就 (1993年)
- フライング・バトル 神經刀與飛天猫 (1993年)
- 青蛇転生 青蛇 (1993年)
- 九龍大捜査線 廉政第一撃 (1993年)
- ワンダー・ガールズ 東方三侠 東方三侠 (1993年)
- ワンダー・ガールズ 東方三侠2 現代豪侠傳 (1993年)
- マッドモンク 魔界ドラゴンファイター（中国語版） 濟公 (1993年)
- 第1回欽ちゃんのシネマジャック「女とおんな」 (1993年)
- 裸足のクンフー・ファイター 赤脚小子 (1993年)
- イージーな彼氏たち 追男仔 (1993年)　※日本ではNetflix配信
- 楽園の瑕 東邪西毒 (1994年)
  - 楽園の瑕 終極版 東邪西毒 終極版 (2008年)
- ラヴソング 甜蜜蜜 (1996年)
- イルマ・ヴェップ Irma Vep (1996年)
- 宋家の三姉妹 宋家皇朝 (1997年)
- チャイニーズ・ボックス Chinese Box (1997年)
- オーギュスタン 恋々風塵 Augustin, roi du kung-fu (1999年)
- ひとめ惚れ 一見鍾情 (2000年)
- 花様年華 花様年華 (2000年)
- HERO 英雄 (2002年)
- 2046 2046 (2004年)
- クリーン Clean (2004年)　※第57回カンヌ国際映画祭 女優賞受賞
- ホット・サマー・デイズ 全城熱恋 (2010年)　※ゲスト出演

### テレビドラマ
- 武林世家 武林世家 (1985年)
- ホンコン・ドリーム（NHK、1992年）